# Koks

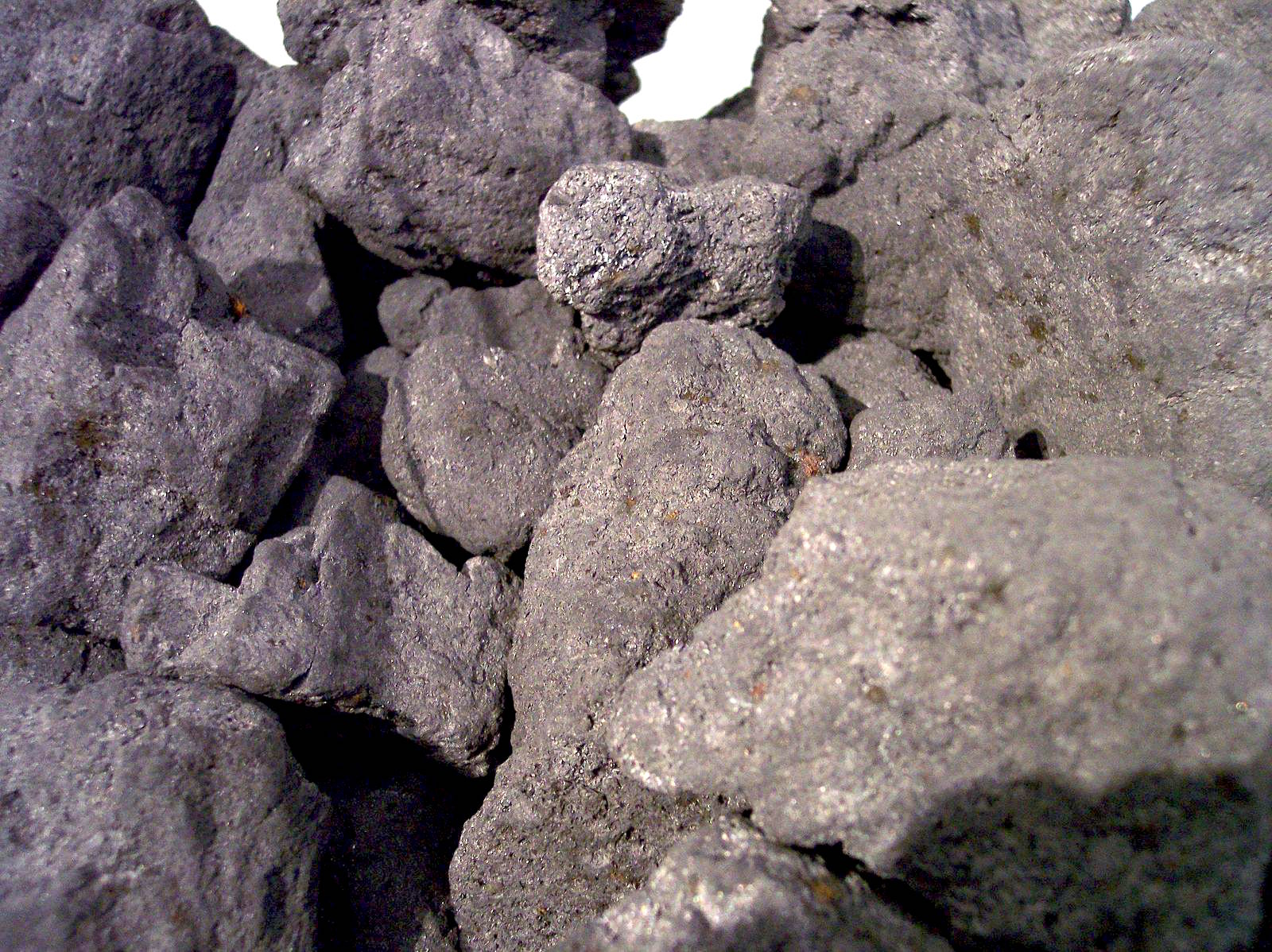
Koks

Koks är den fasta återstoden efter pyrolys av fossilt kol, exempelvis stenkol.

## Framställning, produkt, rester och biprodukter
Vid framställning av koks av stenkol får man bland annat ett mera koncentrerat bränsle, som vid förbränning utvecklar en högre temperatur. Ur bränslet avlägsnas även dels en mängd gaser, som vid förbränning förorsakar obehag, såsom rök och annat, dels en del av det i stenkolet befintliga svavlet.
Vid pyrolysen avgår kolets flyktiga beståndsdelar, såsom kolväten, koloxid och vätgas (som kan användas som bränslen), och återstoden blir porös och består av kol och aska.

## Användning
Koks kan användas som bränsle eller som reduktionsmedel i järnframställning. 

## Historik
Koks (engelska: ’’coke’’, plural ’’cokes’’) kallas den fasta kolrika massa, som återstår vid destillation av bituminösa kol, sedan de flyktiga ämnena blivit utdrivna. Koksen, som innehåller större delen av det i stenkolet ingående fasta kolet, är ett silvergrått till svartgrått, metallglänsande, mer eller mindre poröst, icke avfärgande, skört ämne med en egentlig vikt hos kokssubstansen av 1,2–1,9. Den är föga hygroskopisk och tar upp endast få procent vatten ur fuktig luft; däremot kan den i sina porer suga upp och även vid ganska hög temperatur kvarhålla gaser.
Framställning av koks sker dels vid gasverk, där den erhålls som den värdefullaste biprodukten, dels vid koksverk. Ändamålet med koksningen är dels att av stenkolen bereda ett mera koncentrerat bränsle, som vid förbränning utvecklar en högre temperatur, dels att ur bränslet avlägsna en mängd gaser, som vid förbränning förorsaka obehag, såsom rök etcetera, dels att erhålla ett bränsle, som vid uppvärmning har större hållfasthet, så att det varken mjuknar eller sintrar, samt slutligen att avlägsna en del av det i stenkolet befintliga svavlet.
Koks kom till användning under den industriella revolutionen och användes till att driva fabriker och de tidiga lokomotiven. Koks användes även under en stor del av 1900-talet för uppvärmning av till exempel bostäder i kokspannor och kokskaminer. 
Den vid koksverken framställda koksen går under namnet masugnskoks eller gjuterikoks och användes huvudsakligast för metallurgiska ändamål vid masugnar.

## Övrigt
Koks är även en benämning på kokain.[källa behövs]